# Закон Украины «Об основах государственной языковой политики»
Закон «Об основах государственной языковой политики № 5029-VI»  (укр. Закон «Про засади державної мовної політики»); также известен как Закон Кивалова-Колесниченко (укр. Закон Ківалова-Колесніченка) — закон, внесённый народными депутатами Вадимом Колесниченко и Сергеем Киваловым 7 февраля 2012 года и принятый Верховной Радой Украины в первом чтении 5 июня 2012 года. 3 июля 2012 года проект приняли во втором чтении и в целом. Законопроект вступил в силу 10 августа 2012 года.
Действие закона носило обязательный общенациональный характер и основывалось на результатах данных вопроса о родном языке, который задавался в ходе переписей населения Украины, по достижении языком планки в 10 %. Однако многие облсоветы и горсоветы Украины интерпретировали его как требующий дополнительной ратификации органами местной власти.
23 февраля 2014 года, сразу же после отстранения президента Украины Виктора Януковича, Верховная рада проголосовала за отмену закона, что вызвало негодование органов местного самоуправления в ряде регионов. Украинские пророссийские силы подавали отмену как ущемление русскоговорящих. Москва[уточнить] использовала это для разжигания российского национализма и сепаратизма и оправдания своего захвата Крыма. И. о. президента Украины Александр Турчинов заявил, что не подпишет решение парламента об отмене закона о языковой политике до тех пор, пока Верховная рада не примет новый закон. В 2018 году закон утратил силу, так как был признан неконституционным.

## Содержание закона
Закон гарантирует использование на Украине «региональных языков», то есть языков, которые, согласно данным переписи населения, считают родными более 10 % населения соответствующего региона (под регионом понимается область, Автономная Республика Крым, район, город, село или посёлок). В пределах такого региона региональный язык может использоваться в законодательно установленных сферах наравне с государственным украинским языком.

## Авторский коллектив
Над текстом закона работали:

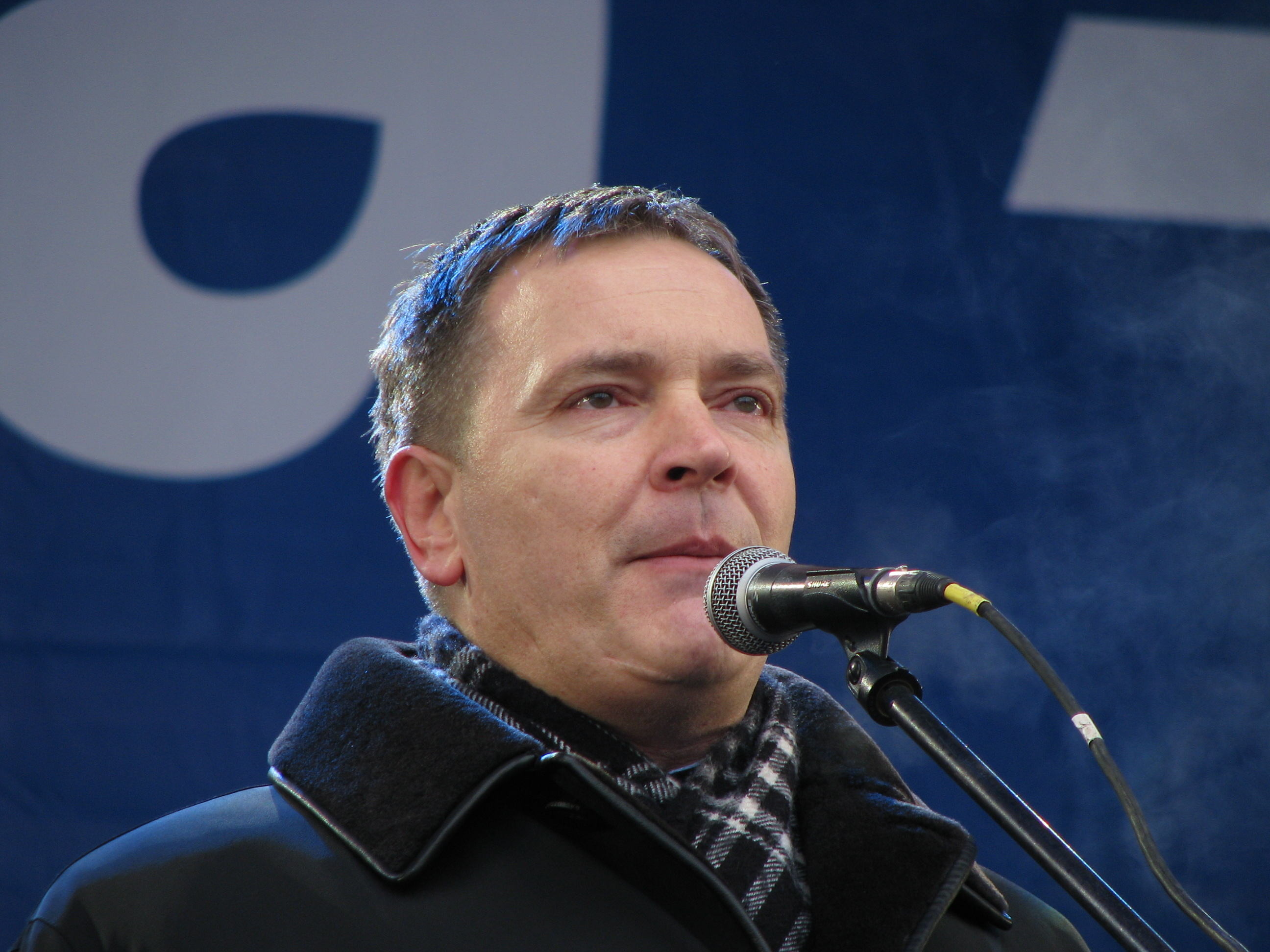
Вадим Колесниченко

1. Колесниченко Вадим Васильевич — народный депутат Украины на момент принятия закона; после аннексии Крыма Российской Федерацией (2014) сложил с себя депутатские полномочия, уехал в оккупированный Севастополь и заявил о намерении получить российское гражданство[13].
2. Кивалов Сергей Васильевич — народный депутат Украины;
3. Монастырский Аркадий Ильич — генеральный директор Всеукраинской благотворительной организации «Еврейский фонд Украины», Всеукраинская общественная организация «Еврейский форум Украины»; член Совета ВОО «Правозащитное общественное движение „Русскоязычная Украина“»[14];
4. Товт Михаил Михайлович — почетный председатель Демократического союза венгров Украины, народный депутат Украины II созыва;
5. Божеску Аурика Васильевна — ответственный секретарь Межрегионального Объединения «Румынское Сообщество Украины»; помощник-консультант депутата-регионала Ивана Попеску[15];
6. Бортник Руслан Олегович — председатель Всеукраинской общественной организации Правозащитная организация «Общая Цель»[16].

## История принятия

### Процесс принятия
Оппозиция пыталась сорвать рассмотрение закона, применив физическую силу. Так, первый раз его рассмотрение было намечено на 24 мая 2012 года, однако в тот день депутаты оппозиционных партий избили главного докладчика по законопроекту Вадима Колесниченко, порвав на нём одежду. Пострадали и другие народные депутаты. Заседание Верховной Рады было сорвано. Впоследствии парламентское большинство пыталось избегать таких инцидентов, внося данный проект закона на голосование без предварительного включения в повестку дня и обсуждения. Некоторые депутаты от большинства вместо того, чтобы голосовать своей карточкой, дежурили в проходах зала заседаний парламента с целью предупреждения нападений. Всё это делалось для того, чтобы оппозиция не имела возможности сорвать голосование по законопроекту. В результате, несмотря на попытки противодействия, 3 июля 2012 года закон был принят во втором чтении и в целом.

Во время рассмотрения законопроекта в парламенте во втором чтении и в целом, в связи с блокированием трибуны, многочисленными попытками срыва заседаний, угрозами «взорвать» или «сжечь» парламент со стороны представителей оппозиции, в тексте законопроекта не были учтены предложения, которые поступили от Министерства юстиции Украины, Венецианской комиссии, ОБСЕ, Научно-экспертного управления Верховной Рады Украины.
— Вадим Колесниченко, автор закона.
После того как Верховная Рада приняла законопроект во втором чтении, народный депутат Украины, регионал Михаил Чечетов заявил: «Оцените красоту игры. Мы их развели, как котят. Я не знаю, что они будут делать на выборах».
Оппозиционные депутаты после этого заявили, что голосования состоялись с нарушением норм регламента и процедуры рассмотрения.
Авторов закона Вадима Колесниченко и Сергея Кивалова Луцкий горсовет потребовал лишить украинского гражданства; семья Вадима Колесниченко, по его словам, начала получать угрозы, в результате чего её пришлось вывезти и обеспечить охраной.

#### Негативные отзывы о законопроекте со стороны некоторых государственных органов
В процессе принятия закона некоторые государственные органы давали негативную оценку предлагавшемуся законопроекту и рекомендовали Верховной Раде его не принимать, что, однако, не помешало парламенту его в итоге принять.
Так, негативную оценку дало Главное научно-экспертное управление Верховной Рады Украины, которое обосновало свою позицию тем, что в Конституции Украины и законе Украины о ратификации Европейской хартии региональных языков русский язык указан исключительно как один из языков национальных меньшинств, тогда как в законопроекте прослеживается тенденция наделить его особым статусом, отличным от статуса других языков национальных меньшинств, на которые распространяются положения Европейской хартии.
Комитет Верховной Рады Украины по вопросам культуры и духовности (состав: В. Яворивский (председатель комитета), В. Деревляный, М. Косив, П. Мовчан, Я. Федорчук (избраны депутатами по списку Блока Юлии Тимошенко); П. Ющенко, В. Кириленко, Я. Кендзьор (избраны депутатами по списку НУНС); И. Богословская, В. Зубанов (избраны депутатами по списку Партии регионов); В. Демьянчук (избрана депутатом по списку КПУ)) большинством голосов поддержал существующие опасения, что в русскоязычных регионах Украины русский язык может вытеснить украинский из различных сфер общественной жизни, а также заявил, что законопроект не отвечает положениям Конституции Украины и не имеет финансово-экономического обеспечения.
Начальник отдела департамента финансов социальной сферы Министерства финансов Валентина Брусило в июне 2012 года при рассмотрении законопроекта в комитете Верховной Рады информировала депутатов, что Министерство финансов не поддерживает его принятие, утверждая, что в случае введения в действие этого закона расходы на его выполнение составят от 12 до 17 миллиардов гривен в год.
Национальная комиссия по вопросам защиты общественной морали призвала Виктора Януковича наложить вето на законопроект, так как он содержит ряд норм, которые противоречат 6, 8, 10, 156 и 157 статьям Конституции Украины, а его принятие произошло с нарушением как Конституции, так и регламента Верховной рады. Также было отмечено, что закон угрожает гражданскому миру, согласию и стабильности на Украине, порождает сепаратистские настроения, противоречит интересам национальной безопасности Украины, ставит под угрозу сохранение её единства, независимости и демократических принципов развития, а его реализация приведёт к ограничению языковых прав украинцев, вытеснению украинского языка из всех сфер общественной жизни.

### Подписание спикером парламента и президентом
Председатель Верховной Рады Владимир Литвин длительное время не хотел подписывать законопроект, внося свои собственные предложения по языковому законодательству. 4 июля 2012 года он подал в отставку с поста спикера в связи с принятием закона, однако 30 июля его заявление было отклонено парламентом. Одновременно были отклонены поправки Литвина к языковому законопроекту, а также все четыре проекта постановлений об отмене принятия языкового закона. Голосование по принятию закона было проведено 3 июля в отсутствие Литвина, когда заседание Рады вёл первый заместитель председателя Адам Мартынюк, депутат от КПУ. 31 июля 2012 года Литвин всё же подписал закон и передал его на подпись президенту. При этом он заявил, что подписать закон был вынужден, несмотря на своё с ним несогласие, так как иначе бы нарушил Регламент Верховной Рады. Поспособствовало такому развитию событий и то, что Конституционный суд 11 июля по обращению 51 народного депутата признал неконституционными нормы регламента о необходимости проведения тайного голосования для избрания и отзыва председателя Рады, в котором участвовало бы не менее 2/3 депутатов, что значительно облегчало парламентскому большинству задачу избрания другого спикера, если бы таковая необходимость возникла.
Президент Украины Виктор Янукович подписал закон 8 августа 2012 года. Тем не менее, Янукович создал рабочую группу для анализа недостатков и выработки предложений о поправках в языковое законодательство; результаты её работы неизвестны.
Закон вступил в силу 10 августа 2012 года, в день официального опубликования.

## Общественная реакция

### Митинги и публичные акции
Закон вызвал значительный резонанс в обществе. Против его принятия проходили акции протеста, организованные общественными организациями и оппозиционными партиями, в частности в рамках кампании «Займитесь делом, а не языком!» (укр. Займіться ділом, а не язиком!). Несмотря на большое количество митингов, организованных противниками закона, число участников было незначительным. Советник президента Украины Анна Герман объяснила это тем, что на закон остро отреагировала лишь определённая часть украинской элиты, в то время как общество массово не вышло на митинги протеста. СМИ отмечали протесты среди жителей западных регионов страны, однако при этом на Юго-Востоке Украины, а также в столице проходили митинги и другие акции как противников, так и сторонников закона, которые были организованы Партией регионов и другими партиями и общественными организациями, при этом в Николаевской области, во время рассмотрения местным облсоветом вопроса о реализации закона на территории области в отношении русского языка, журналистами было зафиксировано существенное превышение численности акции сторонников закона над численностью проводившейся в то же время и в том же месте акции его противников.

### Мнение общественных деятелей и организаций
С критикой «языкового закона» выступил ряд общественных деятелей, среди них: Леонид Кравчук, Леонид Кучма, Виктор Ющенко, Иван Драч, Иосиф Кобзон, Виталий Кличко, Левко Лукьяненко, Ирена Карпа, Александр «Фоззи» Сидоренко, Нина Матвиенко, Александра Кольцова (Каша Сальцова), Александр Положинский, Братья Капрановы, Роман Балаян, Олег «Фагот» Михайлюта, Любко Дереш, Евгения Чуприна, инициативная группа «Первого декабря» (Вячеслав Брюховецкий, Богдан Гаврилишин, Владимир Горбулин, Семён Глузман, кардинал Любомир Гузар, Иван Дзюба, Мирослав Маринович, Мирослав Попович, Евгений Сверстюк, Вадим Скуратовский, Игорь Юхновский), Ежи Бузек и другие. Также раскритиковали Закон «Об основах государственной языковой политики» Национальный союз писателей Украины и Украинское физическое общество (укр. Українське фізичне товариство). Против закона выступил Всемирный конгресс украинцев и Украинский всемирный координационный совет (укр. Українська всесвітня координаційна рада), а также множество организаций и представителей украинской диаспоры.
В поддержку языкового закона выступили некоторые общественные деятели и деятели культуры, среди них: Олесь Бузина, Владимир Быстряков, Владимир Корнилов, Валентин Мамутов, Андрей Мальгин, Татьяна Васильева, Ростислав Ищенко, Михаил Загребельный, Мирослава Бердник, Олег Бондаренко и другие.

### Мнение организаций национальных меньшинств и их деятелей
На закон отреагировали организации национальных меньшинств. С критикой языкового закона выступил Конгресс национальных общин Украины, объединяющий армянскую, болгарскую, венгерскую, еврейскую, литовскую, польскую, румынскую, эстонскую, молдавскую, немецкую, татарскую, ромскую (цыганскую) всеукраинские организации национальных меньшинств, а также, отдельно, входящая в конгресс Ассоциация еврейских организаций и общин Украины.
Тем не менее, не все национальные организации — члены данного конгресса поддержали позицию его руководства. Противоположное по смыслу заявление сделал входящий в конгресс Демократический союз венгров Украины, лидер которого, депутат Верховной рады от Партии регионов Иштван Гайдош, заявил о поддержке союзом закона. Иван Попеску, являвшийся народным депутатом от Партии регионов и возглавлявший входящее в конгресс «Румынское сообщество Украины», охарактеризовал закон как способствующий выполнению Украиной своих обязательств перед Советом Европы, а также пообещал повышение статуса румынского языка на Буковине в результате его реализации.
С критикой закона выступил не входящий в конгресс Курултай крымскотатарского народа. Рефат Чубаров, первый заместитель председателя Меджлиса крымскотатарского народа и президент Всемирного конгресса крымских татар, заявил после принятия закона: «В Крыму нет никаких проблем с русским языком. Крым русскоязычный. В Крыму есть две проблемы — это крымскотатарский, который просто уже на грани исчезновения, и язык украинский, поскольку на 400 тысяч этнических русифицированных украинцев мы имеем только 6 школ с украинским языком обучения». Также он заметил, комментируя перенос Верховной Радой АРК рассмотрения языкового вопроса на 10 октября: «Следовательно, пошли такие несерьезные игры для того, чтобы не предоставлять крымскотатарскому языку статус регионального». Также не понравился закон и Союзу гагаузов Украины, Обществу польской культуры и Федерации греческих обществ Украины.
Национальные организации самого крупного национального меньшинства Украины, русских, входящие во Всеукраинский Координационный совет организаций российских соотечественников, выразили поддержку законопроекту.

### Мнение членов Кабинета министров Украины
Разошлись мнения касательно Законопроекта «Об основах государственной языковой политики» и в Кабинете министров Украины. Премьер-министр Украины Николай Азаров, министр культуры Украины Михаил Кулиняк, вице-премьер-министр — министр социальной политики Украины Сергей Тигипко и министр образования и науки, молодёжи и спорта Украины Дмитрий Табачник поддержали законопроект; тогда как министр экономического развития и торговли Украины Пётр Порошенко и министр по чрезвычайным ситуациям Украины Виктор Балога выступили с его критикой.

### Мнение религиозных лидеров Украины
Отреагировали на Законопроект «Об основах государственной языковой политики» и религиозные лидеры Украины. Так, предстоятель Украинской православной церкви Киевского патриархата Патриарх Киевский и всея Руси-Украины Филарет, предстоятель Украинской грекокатолической церкви Верховный архиепископ Киево-Галицкий, митрополит Киевский и епископ Каменец-Подольский Святослав, Управляющий делами Римско-Католической церкви на Украине епископ Луцкий Маркиян Трофимяк, президент Всеукраинского союза церквей евангельских христиан-баптистов Вячеслав Нестерчук, старший епископ Всеукраинского союза церквей христиан веры евангельской-пятидисятников Михаил Паночко, старший пресвитер Союза свободных церквей евангельской веры Украины Василий Райчинец, епископ Украинской лютеранской церкви Вячеслав Горпинчук, глава Духовного управления мусульман Украины Шейх Ахмед Тамим и президент Украинского библейского общества Георгий Комендант подписали письмо, в котором выразили беспокойство «возрастающим противостоянием в обществе» вокруг «языкового закона», а также заявили, что «спорный языковой закон» «углубляет общественный раскол и подрывает основы украинской государственности». При этом главы церквей призвали президента «способствовать разрешению этого конфликта», не подписывать «взрывоопасный законопроект № 9073, наложить на него вето и вернуть в Верховную Раду для настоящего полноценного рассмотрения и выработки сбалансированного решения». В свою очередь, предстоятель Украинской православной церкви Московского патриархата Митрополит Киевский и всея Украины Владимир заявил, что «языковой закон» не должен привести к раздору между Украиной и Россией, а также их народами, отношения между которыми и так хрупки. Митрополит сказал, что закон имеет как позитивное значение — сближает людей, так и негативное — разъединяет их. «Очень важно понять и спокойно рассудить» — заявил Митрополит, добавив при этом, что «и украинцы, и русские, и другие нации — каждый дорожит своим языком, своей родной культурой и хочет больше узнать про это и утвердиться». А Главный раввин города Киева и Украины Яков Дов Блайх раскритиковал письмо Всеукраинского Совета Церквей, заявив, что ВСЦ не уполномочен давать советы Верховной Раде Украины в области поддержки законопроектов и он бы написал письмо по-другому, дабы «языковой закон» не использовали для раскола страны. Также Главный раввин подчеркнул, что государственный язык должен быть один, но надо найти возможность дать человеку полноценно разговаривать на том языке, на котором он хочет.

### Мнения представительных органов местного самоуправления и социологические опросы
Неоднозначной, зависящей от региона, была реакция органов местного самоуправления: Ивано-Франковский, Львовский, Тернопольский, Ровненский, Хмельницкий областные советы выступили против законопроекта; тогда как Луганский, Харьковский и Донецкий областные советы, а также Севастопольский городской совет выразили ему поддержку; в свою очередь Винницкий областной совет заявил о необходимости проведения экспертизы и всенародного обсуждения законопроекта.
Также зависели от региона и результаты социологических измерений. Так, согласно данным опроса, проведённого компанией Research & Branding Group, 36 % граждан Украины позитивно отнеслись к принятию закона, 35 % — негативно. На Юго-Востоке закон поддержали 55 % опрошенных, в то время как на Западе Украины негативное мнение было у 66 %.
Согласно данным соцопроса, проведённого в феврале-марте 2013 года Киевским международным институтом социологии (КМИС), 47 % жителей Украины уверены, что русский язык должен получить статус регионального в тех регионах страны, где этого желает население. Дополнительно к этому 28 % считают, что его нужно сделать вторым государственным. Количество же сторонников отстаиваемой украинской оппозицией точки зрения, что русский язык на Украине не должен иметь никакого статуса и быть исключён из официальной сферы, составило 19 %. В феврале 2015 года социологический опрос КМИС, проведённый во всех регионах Украины (включая де-факто неподконтрольную Украине часть Донбасса), кроме Автономной Республики Крым, показал, что 52 % опрошенных выступают за предоставление русскому языку статуса второго официального в регионах, где этого желает большинство населения; 21 % выступает за исключение русского языка из официального общения; 19 % хотят предоставления русскому языку статуса второго государственного.

## Международная реакция

### Негативная
Против закона выступили представители Евросоюза:
- Председатель представительства ЕС на Украине Жозе Мануэль Пинту Тейшейра заявил, что закон «можно считать предвзятым», так как он «касается лишь одного языка, а языки других меньшинств не приняты во внимание»[116].
- Еврокомиссар по вопросам расширения и европейской политики соседства Штефан Фюле заявил, что закон был принят вопреки действующей процедуре[117]:

В этом вопросе нет места для игр с ЕС. Или вы выполняете существующие правила, действуя в соответствии с европейскими стандартами, или нет.

Исполнительный директор «Freedom House» Девид Кремер заявил, что у украинского парламента есть более весомые проблемы, чем поднятие языкового вопроса. Позднее в докладе «Свобода в мире» 2013 года закон был назван одной из трёх причин, по которым оценка этой организацией уровня политических свобод на Украине была снижена. Мнение организации вызвало резкое неприятие у автора закона Вадима Колесниченко: он заявил, что рейтинги «Freedom House» не имеют абсолютно никакой ценности, не являются хоть сколько-нибудь обоснованными, а их цель — продолжение риторики в духе «Холодной войны» и «Оси зла». Депутат также указал, что в руководстве данной организации состоят американские чиновники, в том числе бывший директор ЦРУ, сама же структура финансируется Государственным департаментом и Управлением международного развития США.
Верховный комиссар ОБСЕ по делам национальных меньшинств Кнут Воллебек выразил свою обеспокоенность тем, что закон разделяет украинское общество, а также заметил, что без пункта о финансировании развития языков — «это лишь политическая декларация».
Венецианская комиссия в своём заключении на текст законопроекта от 19.12.2011 отметила ряд положительных новаций и «движение в правильном направлении» по сравнению с первым вариантом закона, разработанным в 2010 году, однако указала на неустранённые недочёты, в частности, на недостаточные гарантии для украинского языка как государственного и его роли в украинском многоязычном обществе.
Генеральный секретарь Совета Европы Турбьёрн Ягланд заявил, что закон защищает права только одного языка — русского. Также он подтвердил, что «у Венецианской комиссии нашлось множество критических комментариев» по отношению к данному закону.

### Позитивная
В поддержку закона выступили некоторые представители Российской Федерации:
- Глава Федерального агентства по делам Содружества Независимых Государств, соотечественников, проживающих за рубежом, и по международному гуманитарному сотрудничеству (Россотрудничества) Константин Косачёв считает, что введённый в действие закон окажет положительное влияние на положение русского языка на Украине, чей статус до этого был неоправданно занижен. Глава ведомства приветствовал получение русским языком регионального статуса в ряде городов и областей Украины, а также сообщил, что для всех русскоязычных школ соседней страны ими была подготовлена коллекция из 16 томов русской классической литературы[124]. Также он не исключил реализацию и других проектов в поддержку русского языка[125].
- Посол РФ на Украине Михаил Зурабов заявил, что Россия будет максимально активно участвовать в практической реализации Закона «Об основах государственной языковой политики», подчеркнув, что Россия не может не обратить внимания на те новые культурно-образовательные перспективы, которые появляются в связи с принятием данного закона[126].

Также в поддержку закона выступили власти входящих в Евросоюз Венгрии и Румынии:
- Премьер-министр Венгрии Виктор Орбан назвал закон «очень лояльным» и попросил своего украинского коллегу Николая Азарова ускорить реализацию его положений и поддержать в этом венгерскую общину Украины[127].
- Президент Румынии Траян Бэсеску выразил свою признательность Виктору Януковичу за языковой закон и проводимую им в отношении проживающих на Украине румын языковую политику, отметив её существенное отличие от той политики, которую проводили его предшественники.[128] Однако Министр иностранных дел Румынии Андрей Марга ещё до принятия закона[129] заявлял, что Румыния недовольна указанием в законопроекте двух разных региональных языков — румынского и молдавского: «Нет никакой разницы между „молдавским“ и румынским, так как существует только один язык — румынский. В разных регионах местные жители используют его диалект, но это уже другая сторона вопроса. Румыния не признает существование обособленного от румынского „молдавского“ языка».[130]

## Применение закона

Цветом обозначены регионы Украины, в которых более 10 % населения считает родным языком не украинский согласно переписи населения 2001 года
Русский язык
Русский и крымскотатарский языки
Румынский язык
Венгерский язык

В результате принятия закона русский язык стал пользоваться защитой как региональный на тех территориях Украины, где количество его носителей превысило 10 % по данным переписи, а это 13 из 27 административно-территориальных единиц первого уровня. Это положение распространяется и на другие региональные языки или языки меньшинств, что на практике должно было означать предоставление защиты крымскотатарскому, венгерскому и румынскому языку на отдельных территориях.
Доля населения регионов Украины, назвавшего украинский и русский языки родными (по данным Всеукраинской переписи населения 2001 года):
| Регион                       | Украинский язык | Русский язык |
| ---------------------------- | --------------- | ------------ |
| Автономная Республика Крым   | 10,1 %          | 77,0 %       |
| Днепропетровская область     | 67 %            | 32 %         |
| Донецкая область             | 24,1 %          | 74,9 %       |
| Запорожская область          | 50,2 %          | 48,2 %       |
| Луганская область            | 30,0 %          | 68,8 %       |
| Николаевская область         | 69,2 %          | 29,3 %       |
| Одесская область             | 46,3 %          | 41,9 %       |
| Сумская область              | 84,0 %          | 15,6 %       |
| Харьковская область          | 53,8 %          | 44,3 %       |
| Херсонская область           | 73,2 %          | 24,9 %       |
| Черниговская область         | 89,0 %          | 10,3 %       |
| город Киев                   | 72,1%           | 25,3 %       |
| город Севастополь (горсовет) | 6,8%            | 90,6 %       |

В Закарпатской области, согласно переписи 2001 года, 12,7 % населения считают родным венгерский язык. В Автономной Республике Крым крымскотатарский язык считают родным 11,4 % населения. В Черновицкой области румынский язык считают родным 12 % населения.
Ещё одним нововведением закона стало то, что Украина официально признала существование отдельного русинского языка, который ранее считался диалектом украинского (часть 2 статьи 7).
В законе существуют универсальные нормы, которые одинаково действуют на всей территории Украины. Государство отказалось от регулирования использования языков в сфере теле- и радиовещания. В частности, в лицензиях вещающих компаний была отменена графа «язык». По оценке председателя Национального совета по вопросам телевидения и радиовещания, некоторые украинские телеканалы перейдут в своём вещании на русский язык. По мнению министра образования Дмитрия Табачника, закон предоставил большую свободу ученикам и учителям в плане выбора языка обучения и положительно повлияет на качество образования. Учащимся всех средних общеобразовательных учебных заведений гарантируется изучение хотя бы одного регионального языка или языка меньшинства Украины.

Другая часть норм закона применяется исключительно на отдельных территориях Украины, где тот или иной региональный язык имеет достаточное распространение. Решения о применении закона на своей территории принимали местные советы. С юридической точки зрения местные советы не предоставляли русскому языку статус регионального, а лишь информировали население о том, что на их территории язык получил такой статус в соответствии с законом, и принимали меры по реализации положений закона, касающихся использования регионального языка. При этом, на самом деле, нет никакой необходимости официально провозглашать региональный язык на уровне той или иной административно-территориальной единицы отдельными решениями местных советов. Закон имеет прямое действие, и в случае, если региональная языковая группа на определённой территории составляет более 10 %, любой гражданин имеет право обращаться в суд или прокуратуру, если местные органы власти отказывают ему в удовлетворении тех требований, которые непосредственно основываются на законе. Тем не менее, местные советы обязаны информировать граждан о получении языком защиты, предусмотренной законом, а также влияют на то, какие конкретные меры применяются для обеспечения использования данного регионального языка на их территории.
- 15 августа 2012 года Одесский облсовет постановил, что на территории всей Одесской области русский язык распространён как региональный и к нему применяются меры, направленные на использование региональных языков, которые предусмотрены законом об основах языковой политики[144].
- 16 августа 2012 года статус регионального присвоил русскому языку городской совет Севастополя[145].
- 16 августа 2012 года русский язык был официально объявлен региональным по решению облсовета Запорожской области[146][147].
- 16 августа 2012 года Донецкий областной совет информировал жителей области, что согласно статье 7 закона на основании данных Всеукраинской переписи русский язык является в области региональным[148][149].
- 17 августа 2012 года Луганский областной совет объявил русский язык региональным языком на территории области[150].
- 17 августа 2012 года русский язык объявлен региональным в Днепропетровской области[151].
- 17 августа 2012 года русский язык был объявлен региональным по решению облсовета Херсонской области[152][153].

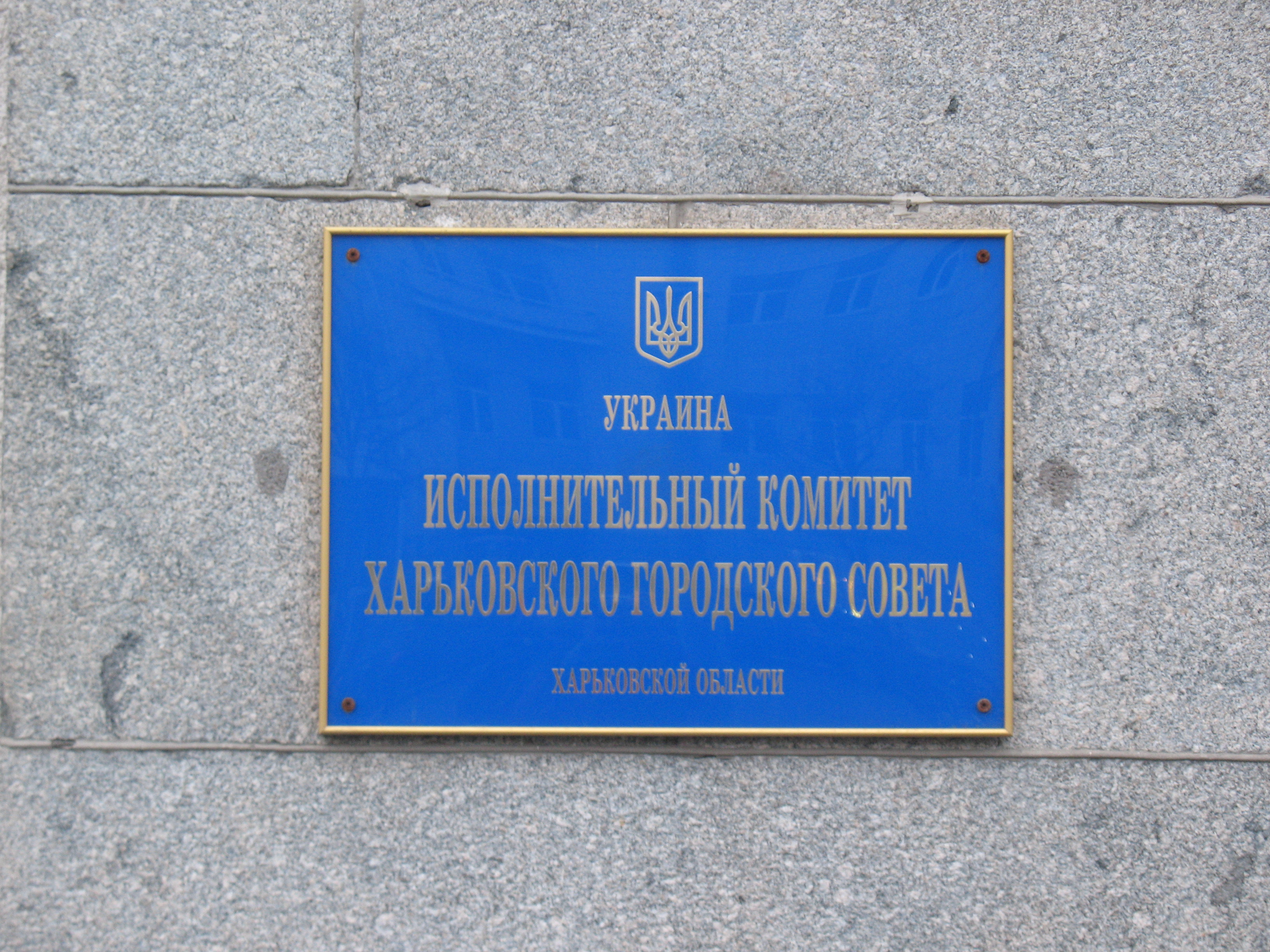
Вывеска Харьковского горсовета на русском языке. 2012

- 30 августа 2012 года Харьковский облсовет официально объявил русский региональным на территории области. Глава облсовета Сергей Чернов сообщил, что реализация данного решения абсолютно не требует какого-либо дополнительного финансирования[154][155].
- 7 сентября 2012 года Николаевский облсовет принял решение об объявлении русского языка региональным в Николаевской области. За такое решение проголосовали 74 депутата, «против» — 8[156].
- В Черновицкой области ряд сельсоветов и райсоветов объявил региональным румынский (молдавский) язык.
  - 13 сентября 2012 года румынский (молдавский) язык объявлен региональным по решению сельсовета села Тарасовцы Черновицкой области. В решении указан румынский (молдавский) язык, поскольку молдавский обычно рассматривается как диалект румынского, а в селе некоторые жители считают себя молдаванами, а другие — румынами[157][158][159].
  - В ноябре 2012 года румынский язык был объявлен региональным в селе Нижние Петровцы Сторожинецкого района Черновицкой области, где его считают родным 95 % населения[160].
  - В декабре 2012 года румынский язык был объявлен региональным в Герцаевском районе Черновицкой области[161].
  - К 25 марта 2013 года румынский (молдавский) язык был объявлен региональным также следующими сельскими советами Черновицкой области: Волоковским, Йорданештским, Опришенским (Глыбокский район), Чудейским (Сторожинецкий район) и Магалянским (Новоселицкий район)[162][163].
- 21 декабря 2012 года Закарпатский областной совет принял решение, направленное на обеспечение использования венгерского, румынского и русинского языков как региональных на территории отдельных населённых пунктов области[164].
  - 14 августа 2012 года сельсовет села Белая Церковь Раховского района Закарпатской области объявил региональным языком в селе румынский[165][166]. Сельский голова Юрий Беринде при этом отметил, что выполнение норм принятого закона почти не потребует никаких дополнительных средств[167].
  - 7 сентября 2012 года венгерский язык объявлен региональным по решению горсовета города Берегово Закарпатской области[168].
  - 18 сентября 2012 года венгерский язык был объявлен региональным по решению Береговского районного совета Закарпатской области[169][170][171].
  - В декабре 2012 года венгерский язык был объявлен региональным по решению Виноградовского райсовета Закарпатской области[172].

Сразу после принятия закона ожидалось, что примеру юго-восточных областей Украины последует и Автономная Республика Крым. Однако в марте 2013 года Председатель Верховной Рады Автономной Республики Крым Владимир Константинов признал, что Закон Украины «Об основах государственной языковой политики» оказался бесполезным для Крыма — «этот закон, который был принят, он нового нам ничего не дает. Поэтому мы приняли решение использовать Конституцию, её никто не отменял, мы по ней действуем и работаем». По его словам, после юридической сверки норм закона и норм крымской Конституции (которая имеет силу отдельного закона Украины, действующего в Крыму) оказалось, что Конституция защищает языки Крыма, в том числе русский, сильнее принятого общеукраинского языкового закона, что делает ненужным принятие каких-либо решений на крымском уровне, которые были бы направлены конкретно на реализацию норм нового закона.

## Случаи отказа исполнять закон
- 16 августа 2012 года Тернопольский областной совет признал Закон «Об основах государственной языковой политики» не имеющим на территории Тернопольской области никаких правовых последствий. Кроме того, Тернопольский областной совет призвал судей Конституционного Суда Украины признать этот закон неконституционным[175]. Решение опротестовано прокурором Тернопольской области, что остановило его юридическое действие[176].
  - 17 августа 2012 года Тернопольский городской совет принял обращение, в котором призвал местные советы Украины не исполнять Закон «Об основах государственной языковой политики», а также выразил поддержку обращению Тернопольского областного совета в Конституционный суд с требованием признать «языковой закон» неконституционным[177][178].
- 23 августа 2012 года Ивано-Франковский областной совет объявил Закон не подлежащим исполнению на территории всей области[179]. Это решение было опротестовано исполняющим обязанности прокурора области Владимиром Гаврюшенко, что на время остановило его юридическое действие[180], однако облсовет в октябре 2012 года отклонил протест[181].
  - 23 августа 2012 года Ивано-Франковский горсовет официально выразил «категорическое непризнание и неповиновение» вступившему в силу Закону[182].
- 9 октября 2012 года Львовский областной совет объявил закон не действующим на территории своей области[45][183].
  - 16 августа 2012 года Бусский районный совет Львовской области принял решение о признании неконституционным Закона Украины «Об основах государственной языковой политики»[184].
  - 17 августа 2012 года Сокальский районный совет Львовской области принял решение о признании неконституционным Закона Украины «Об основах государственной языковой политики»[184].
- 15 августа 2012 года Луцкий городской совет принял «Обращение Луцкого городского совета к лучанам по поводу подписания антиукраинского языкового закона», в котором заявил о том, что Закон «Об основах государственной языковой политики» на территории Луцка не действует[185].
- 17 августа 2012 года городской совет города Нежина Черниговской области признал украинский язык на территории города единственным и государственным, отказавшись от утверждения регионального языка в пределах «языкового закона»[186].
- 8 сентября 2012 года депутаты городского совета Новомиргорода (райцентр Кировоградской области) приняли решение, что на территории горсовета закон не будет действовать[187].
- В сентябре 2012 года глава Киевской городской администрации Александр Попов заявил, что «в Киеве не может быть дискуссий по поводу признания русского языка региональным», и призвал Киевсовет не затрагивать этот вопрос, мотивируя это тем, что город является не только политической, но и культурной столицей Украины[188][189]. При этом однопартиец Попова по Партии регионов, лидер фракции этой партии в Киевском городском совете Алексей Омельяненко заявил, что «предпосылок для предоставления статуса регионального русскому языку в Киеве нет»[190]. В Киеве, по данным переписи, 25,3 % горожан считают своим родным языком именно русский, что значительно превосходит установленный законом порог в 10 %[191][192].

По мнению Вадима Колесниченко, выполнение закона саботируют Кабинет министров Украины, Министерство здравоохранения Украины и ООО «Интертелеком» в связи с чем он обратился в Генпрокуратуру и другие контролирующие органы.

## Случаи непризнания языка региональным, несмотря на требования местной национальной общины
- 18 августа 2012 года Измаильский городской совет отказал в предоставлении болгарскому языку статуса регионального, предоставив такой статус лишь русскому[196]. В городе Измаиле, по данным переписи, проживает ровно 10,0 % болгар[197]. По словам народного депутата от Партии регионов Ивана Попеску, региональная языковая группа болгарского языка в населённом пункте составляет менее 10 % в связи с тем, что не для всех этнических болгар болгарский язык является родным, что и было причиной данного отказа[143].

## Случаи отказа использовать государственный язык со ссылкой на закон, несмотря на требования
- Компания Hewlett-Packard в официальном письме, опубликованном её московским офисом, отказала в обслуживании пользователей на украинском языке, заявив, что «на основании Закона „Об основах государственной языковой политики“ 13 регионов Украины провозгласили русский язык региональным. Следовательно, никакого запрета на использование русского языка нет», и «если вас не устраивает язык, который использует украинская страница HP, вы можете посетить нашу главную англоязычную страницу»[198].

## Аннулирование закона
23 февраля 2014 года на экстренном заседании Верховной рады Украины депутат «Батькивщины» Вячеслав Кириленко внёс в повестку дня заседания Верховной Рады законопроект № 1190 «О признании утратившим силу Закона Украины „Об основах государственной языковой политики“», 232 депутата проголосовали за принятие законопроекта в повестку дня и без обсуждения немедленно приняли его. Обсуждение состоялось уже после отмены закона «Об основах государственной языковой политики». Лидер партии «Свобода» Олег Тягнибок пообещал принять новый закон о языках, который будет разрабатываться совместно с представителями национальных меньшинств. Через два дня лидер партии УДАР В. Кличко заявил, что «это решение было неправильным. К данному вопросу нужно было подходить не сегодня, а через месяц, через два. Мы этот закон теперь должны пересмотреть».
Попытка отмены закона была негативно воспринята жителями Крыма и Юго-Востока Украины, став одним из факторов роста антиправительственных и сепаратистских настроений в данных регионах. Украинские пророссийские силы подавали отмену как ущемление русскоговорящих. Москва использовала это для разжигания российского национализма и сепаратизма и оправдания своего захвата Крыма.
Генеральный секретарь Совета Европы выразил сожаление по поводу отмены закона. Верховный комиссар ОБСЕ по делам национальных меньшинств заявила, что «Решение Верховной рады Украины об отмене закона об основах государственной языковой политики от 2012 года может привести к последующему обострению». С критикой отмены закона выступили представитель МИД России по правам человека и спикер Совета Федерации РФ. Министры иностранных дел Болгарии и Румынии расценили отмену закона как шаг в неверном направлении, министр иностранных дел Греции выразил разочарование ей. Представитель МИД Венгрии заявил, что отмена закона «может поставить под вопрос приверженность новых украинских властей демократии» и выразил серьёзную озабоченность. Президент Румынии высказал недоумение, а министр иностранных дел Польши назвал отмену закона ошибкой.
28 февраля представитель Александра Турчинова, назначенного Верховной радой исполняющим обязанности президента, пообещал, что Турчинов наложит вето на законопроект об отмене языкового закона. Для разработки нового законопроекта Верховная рада создала комиссию во главе с депутатом от «Свободы» Русланом Кошулинским; представители Партии регионов и КПУ позднее вышли из комиссии, ссылаясь на игнорирование своего мнения.
Новоизбранный президент Пётр Порошенко заявил, что отмена закона была ошибкой.
Несмотря на обещания наложить вето и заявления об «ошибке», ни и. о. президента Турчинов, ни избранный президент Порошенко так и не наложили на него вето. Языковой закон с 2014 по 2018 год находился в «подвешенном состоянии» и мог быть отменён в любой момент, в случае подписания президентом законопроекта об отмене.
В последующем, 13 февраля 2015 года Конституционный суд Украины открыл производство по представлению 57 народных депутатов на предмет соответствия «языкового закона» Конституции Украины. 17 ноября 2016 года Конституционный суд приступил к рассмотрению дела. 28 февраля 2018 года закон был признан неконституционным и утратил силу. Министр иностранных дел Венгрии прокомментировал отмену закона, сказав, что на Украине не соблюдается верховенство права и происходит наступление на национальные меньшинства.